# لیگ برتر هندبال زنان ایران ۱۳۹۵
لیگ برتر هندبال زنان ایران ۱۳۹۵ ۱۲مین دوره  لیگ برتر هندبال زنان ایران  است. 
در این دوره از بازی‌ها ۷ تیم شرکت داشتند. این مسابقات در اسفند ۱۳۹۵ با قهرمانی لارستان به پایان رسید. تیم‌های تأسیسات دریایی و ذوب آهن اصفهان به ترتیب به مقام‌های دومی و سومی مسابقات رسیدند. مربیگری تیم کم‌مهره لارستان در این لیگ را ناهید غارسی بر عهده داشت.
این مسابقات اولین حضور تیم هیئت البرز در لیگ برتر بود. تیم لارستان ، قهرمان لیگ برتر هندبال زنان به دلیل عدم حمایت از سوی مسئولان از حضور در رقابت‌های جام باشگاه های آسیا و همچنین لیگ برتر انصراف داد. در ادامه تیم تأسیسات دریایی به دلیل مشکلات مالی نتوانست در مسابقات اسیایی حضور پیدا کند.

## رده بندی پایانی
| رتبه | تیم                 | امتیاز | صعود و سقوط |
| ---- | ------------------- | ------ | ----------- |
| ۱    | لارستان             | ۲۴     |             |
| ۲    | تأسیسات دریایی      | ۲۰     |             |
| ۳    | ذوب آهن اصفهان      | ۱۶     |             |
| ۴    | هدف پویان جوان قم   | ۱۱     |             |
| ۵    | فولاد مبارکه سپاهان | ۶      |             |
| ۶    | هیئت البرز          | ۵      |             |
| ۷    | شهرداری بم          | ۲      |             |

## اعضای تیم‌های برتر
اعضای تیم قهرمان لارستان عبارتند از: الناز رمضان پور، زهرا فقیهی، رویا نوروزی، مژگان درویش بیگی، فاطمه کریمی، لیلا کریمی، پریسا معصومی، فاطمه حسن بیگی، فاطمه درویش بیگی، توران سلمان پور، زهره آیت اللهی، زهره شاهین پوری،‌ دنیا سقائی، زینب بذرافکن، مریم کاراندیش، شیرین سالاری، ستایش اخوت و هانیه قنبرزاده. سرمربی: ناهید غارسی، مربی: معصومه برزکار، سرپرست: نرگس نکویی وند، مدیر فنی: فاطمه کاملی.
اعضای تیم نایب قهرمان تأسیسات دریایی عبارتند از: نرگس شیخی، زهرا شیخی، هانیه لک، مریم یوسفی، ساناز رجبی، مهسا یزدانی، شقایق ظفری، گل آرا کیان بخت، آرزو محمدی، مبینا علیاری، مارال علیاری، سارا یوسفی، مینا وطن پرست،‌ آیسان دشتی، مهسا قارونی، راضیه جانباز، فاطمه السادات موسوی و پریناز سراب. سرمربی: مهرنوش نجف زاده، مربی: فرنوش اویسی، سرپرست: نفیسه دخیلی.
اعضای تیم سوم ذوب آهن اصفهان عبارتند از: زهرا تقی یار، حانیه رادپور، نجمه مرادی، سارا زارعان، فاطمه منصف، سمیه شهریاری، آیدا امیری، بهاره مظاهری، مژده کاراوند، مائده جهانبانی، مینا صالحی، نفیسه تاجمیر ریاحی، مرضیه فقیه زاده، پریناز قربانی، الهام سلطانی، مژگان روح نواز، سهیلا هیئت، فروغ ملکی و حدیثه نوروزی. سرمربی : پروانه کوهیان، مربی : زهرا علوی، سرپرست: سارا نصیری، تدارکات : مهری دودانگه.